# Wemyss Bay
Wemyss Bay är en ort i Storbritannien.   Den ligger i kommunen Inverclyde och riksdelen Skottland, i den nordvästra delen av landet, 600 km nordväst om huvudstaden London. Wemyss Bay ligger 10 meter över havet och antalet invånare är 2 838.
Terrängen runt Wemyss Bay är huvudsakligen kuperad, men åt sydväst är den platt. Havet är nära Wemyss Bay åt nordväst. Runt Wemyss Bay är det ganska tätbefolkat, med 54 invånare per kvadratkilometer. Närmaste större samhälle är Greenock, 11,3 km nordost om Wemyss Bay. Trakten runt Wemyss Bay består i huvudsak av gräsmarker.